# Villa Rustica (Bernex)
Bei der Villa Rustica von Bernex handelt es sich um die Reste eines römischen Gutshofes bei Bernex im Kanton Genf in der Schweiz.
Nachdem die Reste eines Gutshofes 1946 entdeckt wurden waren, wurde er 1968 bis 1972 bei Rettungsgrabungen freigelegt. Der Gutshof bestand einst aus einem Herrenhaus und verschiedenen Wirtschaftsgebäuden innerhalb eines ummauerten Hofes. Die Anlage mass etwa 230 mal 123 Meter. In der Nordost-Mauer gab es ein Tor. Drei Wirtschaftsgebäude standen entlang der Nordmauer. Ein weiteres Wirtschaftsgebäude stand neben der Südmauer, jedoch nicht direkt an ihr. Das eigentliche Herrenhaus des Gutshofes ist bisher nicht ausgegraben worden und wird unter der alten Dorfkirche von Bernex vermutet. Anhand der Münzen und Keramik wurde der Gutshof vom Beginn des ersten nachchristlichen Jahrhunderts bis in das fünfte Jahrhundert hinein bewirtschaftet.